# Тарасовка (Александровская поселковая община)
Тарасовка (укр. Тарасівка) — село в Александровской поселковой общине Кропивницкого района Кировоградской области Украины.
До 2020 года входило в Александровский район
Население по переписи 2001 года составляло 24 человека. Почтовый индекс — 27345. Телефонный код — 5242. Код КОАТУУ — 3520581503.